# Roland Anderson
Roland Anderson (Boston, 18 novembre 1903 – Los Angeles, 29 ottobre 1989) è stato uno scenografo statunitense.

## Biografia
Ha preso parte a quasi cento film tra il 1932 ed il 1969.
Ha ottenuto per ben 15 volte la nomination ai Premi Oscar nella categoria migliore scenografia, senza tuttavia mai vincere: queste candidature sono state ottenute nel 1934, nel 1936, 1938, 1941, 1943 (doppia), 1946, 1953, 1955 (doppia), 1961, 1962, 1963 e  1964 (doppia).

## Filmografia
- Till We Meet Again, regia di Robert Florey (1936)
- Segretario a mezzanotte (Take a Letter, Darling), regia di Mitchell Leisen (1942)